# Randy George
Randy George (Denver, 4 maggio 1962) è un bassista, chitarrista, cantante e compositore statunitense, noto prevalentemente come membro Neal Morse Band.

## Biografia
Iniziò a suonare pianoforte sin da bambino, mentre a 14 scoprì il basso, e John Lodge dei Moody Blues fu il suo primo idolo musicale.
Trasferitosi a Seattle, ha formato la band rock progressivo Ajalon nel 1994, insieme a Dan Lile e Wil Henderson. Dopo due anni, il produttore discografico Wrakin li mise sotto contratto con la Hope Records, e nel 1997 pubblicarono il loro primo album.
Nel 2003 Randy George fece la sua prima pubblicazione solista, un album strumentale intitolato In the Light of the King's Countenance. L'anno successivo inizia a collaborare con Neal Morse, partecipando al suo tour, mentre nel 2005 ha inciso il secondo album degli Ajalon.
Nel 2006, Neal Morse, Randy George e Mike Portnoy pubblicarono l'album Cover to Cover. Conteneva cover che avevano registrato sul lato durante le precedenti sessioni di un precedente album.
Nel 2013, Neal Morse e i suoi musicisti di supporto, tra cui George e Portnoy, formarono un nuovo gruppo, chiamato The Neal Morse Band.
Il 9 settembre 2016 il gruppo ha annunciato il secondo album The Similitude of a Dream, basato sul romanzo Il pellegrinaggio del cristiano di John Bunyan; si tratta di un doppio album della durata di 106 minuti.
Il 27 agosto 2021 la Neal Morse Band ha pubblicato il quarto album Innocence & Danger; presentato dal vivo l'8 e il 9 ottobre in occasione del Morsefest 2021; in questo album Randy George per la prima volta è coautore di tutti i pezzi, eccetto le cover.

## Vita privata
È sposato con Pamela George, cantante e chitarrista country rock.

## Discografia

### Da solista
- 2003 – In the Light of the King’s Countenance
- 2006 – Cover to Cover (con Neal Morse e Mike Portnoy)
- 2011 – Action Reaction
- 2012 – Cover 2 Cover (con Neal Morse e Mike Portnoy)
- 2020 – Cov3r to Cov3r (con Neal Morse e Mike Portnoy)

### Con gli Ajalon
- 1997 – Light at the End of the Tunnel
- 2005 – On the Threshold of Eternity
- 2009 – This Good Place

### Con la Neal Morse Band
- 2015 – The Grand Experiment
- 2016 – The Similitude of a Dream
- 2019 – The Great Adventure
- 2021 – Innocence & Danger

### Collaborazioni
- 2004 – Neal Morse – Testimony Live
- 2004 – Akacia – Another Life
- 2006 – Neal Morse – Lifeline
- 2007 – Akacia – This Fading Time
- 2017 – Kerry Livgren – Several More Music
- 2021 – Mike Tiano – Creetisvan